# Cisticola subruficapilla
Cisticola subruficapilla е вид птица от семейство Cisticolidae.

## Разпространение
Видът е разпространен в Ангола, Намибия и Южна Африка.